# 하이드로리튬
주식회사 하이드로리튬(영어: Hydro Lithium)은 대한민국의 수산화리튬과 탄산리튬을 생산하는 기업이다.

## 역사
2022년 10월 13일에 리튬플러스에 인수되었으며, 2024년 충청남도 금산군에 있는 리튬플러스의 수산화리튬 공장과 생산설비를 인수를 완료하였다.

## 사업
이차전지소재 제조·판매 및 폐전지 재활용, 광물자원 개발 등의 사업을 하고 있다.
새만금 국가사업단지에 수산화리튬 대량 생산 공장을 만들 계획에 있으며  대주주인 리튬플러스가 볼리비아 염호 개발 국제 모집 3단계 평가 결과 상위 그룹에 포함돼 4단계 평가로 진입한 바 있다.
한국 대기업 등에 배터리급 수산화리튬을 납품한다.